# Acacia amentacea
Acacia amentacea é uma espécie de leguminosa do gênero Acacia, pertencente à família Fabaceae.